# Тит Виниций Юлиан
Тит Виниций Юлиан (на латински: Titus Vinicius Iulianus) е сенатор на Римската империя през 1 век.
Фамилията му произлиза от провинция Нарбонска Галия от фамилията Виниций.
През 80 г. Виниций е суфектконсул заедно с Марк Титий Фруги.